# テクノマート
テクノマート（英称: TECHNO-MART）は、大韓民国ソウル特別市でプライム開発が運営する複合商業施設。

## 店舗
江辺テクノマート（広津区クァンナル路56キル85）
1998年4月4日オープン。商業棟とオフィス棟に分かれており、商業棟は地下5階から地下2階（一部）まで駐車場があり、地下2階から12階までが店舗である。オフィス棟（39階建て）は1998年にオープンした。
- 12F - フィットネスセンター
- 10F - 映画館　ゲームセンター
- 09F - カフェ　フードコート
- 08F - パソコン　パソコン周辺機器
- 07F - パソコン　ゲーム機器
- 06F - 携帯電話
- 05F - 輸入家電
- 04F - 輸入家電
- 03F - 国産家電
- 02F - 国産家電
- 01F - 衣料品　雑貨　アクセサリー
- B1F - 化粧品　衣料品　カフェ　フードコート
- B2F - ロッテマート（スーパー）

新道林テクノマート（九老区セマル路97）
2007年12月1日オープン。
- 14F - 空中庭園　フィットネスセンター
- 13F - 映画館
- 12F - 映画館
- 11F - ベネチアガーデン、ゲームセンター
- 10F - レストラン街
- 09F - 携帯電話
- 08F - ウェデイングホール
- 07F - サービスセンター
- 06F - キッズカフェ　文化センター
- 05F - 書店
- 04F - ウェディング　家具
- 03F - デジタル　家電　プラモデル
- 02F - デジタル　家電
- 01F - ファッション雑貨　カフェ　ファストフード　総合案内所
- B1F - ファッション　雑貨　フードコート
- B2F - Eマート（スーパー）　駐車場

## 2011年7月の振動騒ぎ・8月の天井崩落
2011年7月5日、テクノマートの上層階に勤務する人々が異常な振動を感知。振動は10分間にわたって続き、数百人が建物から避難したこともあり、各国にニュースとして配信された。その後、行政当局はビルを閉鎖して調査を行ったが異常はなく、ビル構造の健全性が確認されたことから閉鎖は解除された。振動の原因は、ビル内のフィットネスクラブで行われていたタエ・ボーの振動と、ビルの固有振動数が一致し、共振現象が発生したことが原因ではないかと考えられている。専門家が行った実証実験によると、ビル内のフィットネスクラブでエアロビクスを行うと、振動騒ぎの際と同様の振動が発生することが判明したという。
2011年8月3日、10階の映画館の天井の一部が剥がれ落ちる事故が発生した。この事故による負傷者は出ていないが、前月の振動騒ぎとの関連が疑われた。